# .nl
.nlはオランダの国別コードトップレベルドメイン(ccTLD)。SIDNが管轄している。
1996年3月までは登録料が無料だったが、現在は有料になっている。